# خارپشت سینه‌سفید
جوجه‌تیغی سینه‌سفید جنوبی (نام علمی: erinaceus concolor) بومی جنوب غربی آسیا، قفقاز و شمال ایران است. نزدیکترین خویشاوندان آن جوجه‌تیغی سینه‌سفید شمالی است که در روسیه و اروپای شرقی سکونت دارد و همچنین شباهت های زیادی با جوجه‌تیغی اروپایی از نظر ظاهر و رفتار دارد و دانشمندان برای مدت ها این دو گونه را یک گونه در نظر گرفته بودند. البته این دو گونه در صورت آمیزش می توانند زاده های هیبرید تولید کنتد.
جثه‌ای گرد و توپی شکل دارد. بر خلاف جوجه‌تیغی گوش‌دراز گوش‌هایش گرد و کوچک است و از خارهای پشت سر بلندتر نیست. پشت و پهلوهای این خارپشت پوشیده از خارهای تیز و یکنواخت به طول تقریبی ۳۰ میلی‌متر است. خارها به تناوب دارای رنگ‌های روشن و تیره با نوک سیاه دارند. قسمت صورت و زیر بدن این جانور را موهای نرم و معمولاً به رنگ شکلاتی پوشانده شده‌است. در اکثر این خارپشت‌ها موهای ناحیه سینه سفید رنگ است و تضاد مشخصی با موهای زیر شکم دارد که وجه تمایز آن با خارپشت اروپایی غربی است؛ ولی تفاوت اصلی مربوط به مشخصات جمجمه می‌باشد.
اندازه‌ها: طول سر و تنه ۲۲۵ تا ۲۸۰ میلی‌متر و دم ۲۰ تا ۳۵ میلی‌متر و وزن ۴۰۰ تا ۱۱۰۰ گرم.
این گونه برخلاف جوجه‌تیغی اروپایی برای ساختن لانه زمین را نمی‌کند بلکه با علوفه در نقاط دنج خانه می‌سازد.